# 堅田站 (江若鐵道)
堅田站（日语：／ Katata eki */?）是位於滋賀縣大津市本堅田，江若鐵道的鐵路車站（廢站）。

## 歷史
在1923年（大正12年）12月，江若鐵道雄琴至堅田之間開通，此站啟用。隨後在翌年1924年4月，路線延伸至和邇站。
堅田是位於琵琶湖的狹窄位置，自古以來以水運樞紐而繁榮。自鐵路線開通後，開始有大規模工廠遷進這區域。在路線開通後的1926年（大正15年），東洋紡績在堅田建設工廠，在1927年（昭和2年）開始作業，開始生產嫘縈。使堅田這個市鎮帶來新的產業，在戰後為止，對於這市鎮帶來重大影響。
江若鐵道在1969年（昭和44年）10月31日結束營業，車站在翌日11月1日廢除。

### 年表
- 1923年（大正12年）12月1日：江若鐵道雄琴至此站之間開業，此站啟用[6][7]。當時車站位於滋賀郡堅田町（日语：堅田町）[7]。
- 1924年（大正13年）4月1日：此站至和邇（日语：和邇駅 (江若鉄道)）之間開業[6][8]。
- 1969年（昭和44年）11月1日：車站被廢除[6]。

## 車站構造
堅田站內設有客運和貨運業務（一般車站）。站內設有1面2線的客運專用島式月台、貨運專用月台和2條側線。另外也有連接東洋紡績堅田工場的專用側線，以用作運送物資。
此站可進行列車交會。在江若鐵道內，此站的規模較大。在1955年（昭和30年），站內有5至6人當值，包括站長、助理和售票員等。

## 使用狀況
以下為開業起數年之間的一年上下車人次和貨物起卸量：
| 一年客量和貨物起卸量： | 一年客量和貨物起卸量： | 一年客量和貨物起卸量： | 一年客量和貨物起卸量： | 一年客量和貨物起卸量： | 一年客量和貨物起卸量： |
| 年                     | 旅客                   | 旅客                   | 貨物                   | 貨物                   | 參考資料               |
| 年                     | 乘車                   | 下車                   | 發送                   | 到達                   | 參考資料               |
| ---------------------- | ---------------------- | ---------------------- | ---------------------- | ---------------------- | ---------------------- |
| 1923年                 | 8,776人                | 8,502人                | 46公噸                 | 28公噸                 | [ 13 ]                 |
| 1924年                 | 90,297人               | 69,426人               | 505公噸                | 117公噸                | [ 14 ]                 |
| 1931年                 | 117,815人              | 131,270人              | 6,948公噸              | 42,475公噸             | [ 15 ]                 |
| 1934年                 | 120,528人              | 119,761人              | 16,357公噸             | 69,944公噸             | [ 16 ]                 |
| 1935年                 | 124,816人              | 127,404人              | 13,794公噸             | 62,163公噸             | [ 17 ]                 |
| 1936年                 | 126,835人              | 129,854人              | 7,258公噸              | 57,074公噸             | [ 18 ]                 |

## 車站周邊

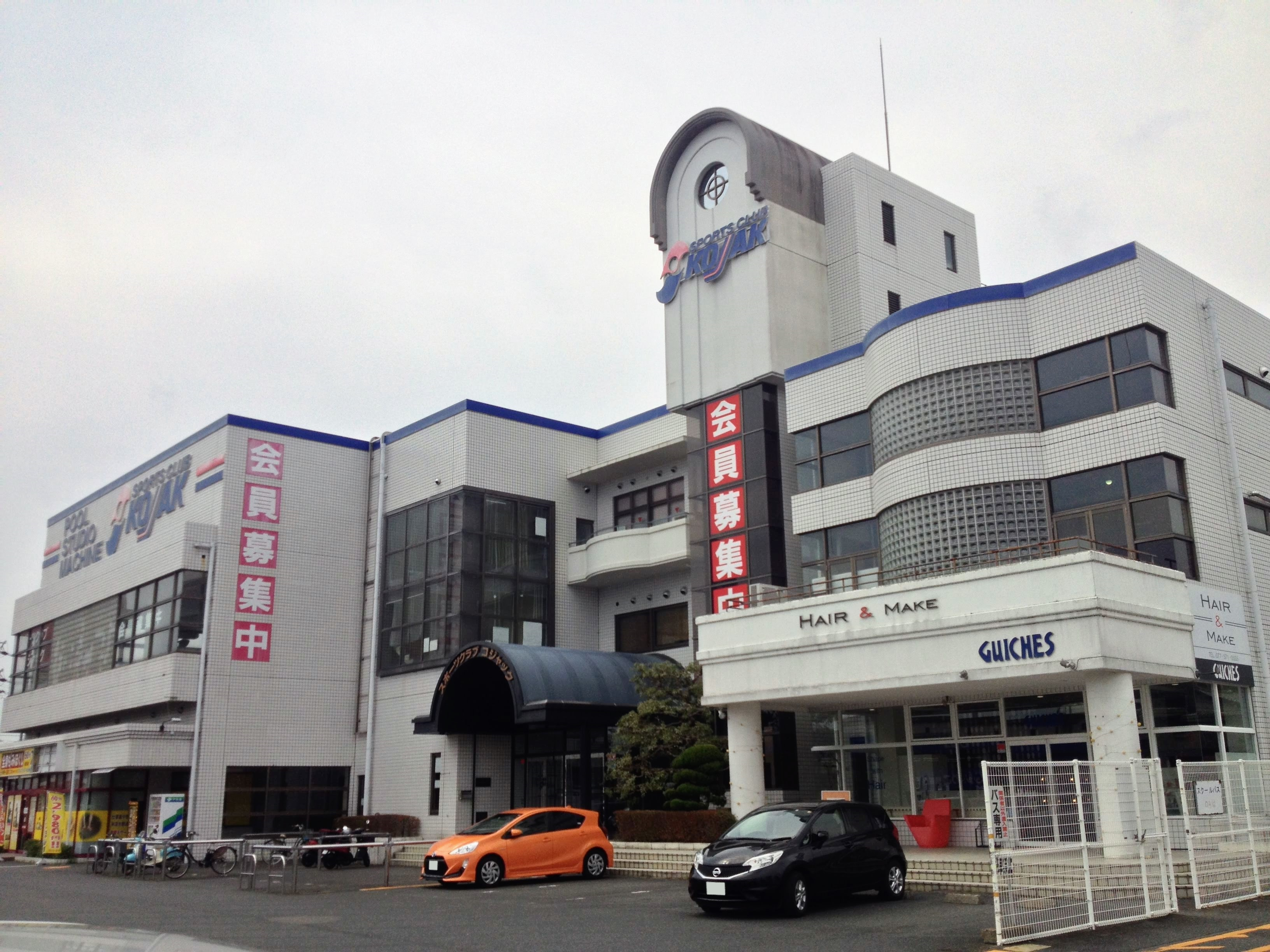
車站遺址建設了運動俱樂部

此站位於堅田中心，附近較多住宅。站前設有江若巴士車廠。
車站實際位於國道161號（現時：滋賀縣道558號高島大津線）旁的江若交通「本堅田」巴士站附近。在車站廢除後，站舍和月台還存在，成為「本堅田」巴士站的一部分。後來於1985年（昭和60年）拆毀。並重建成一座由江若交通旗下公司營運的運動俱樂部。
從此站出發向真野站方向，路軌繼續沿國道（後來變為縣道）的西邊並行，但是路軌痕跡在湖西線堅田站周邊進行開發後已經看不見。

## 相鄰車站
江若鐵道
江若鐵道線
雄琴溫泉－堅田－真野

## 注腳
1. 1 2 3 4 5 6 7  江若鉄道の思い出，第46頁.
2. ↑  田中, 宇田 & 西藤 1998，第394頁.
3. 1 2 3  新修大津市史第7巻，第206頁.
4. 1 2 3 4  江若鉄道の思い出，第47頁.
5. ↑  江若鉄道の思い出，第124頁.
6. 1 2 3 4  今尾 2008，第31–32頁.
7. 1 2  「地方鉄道運輸開始」《官報》1923年12月8日（國立國會圖書館數碼化資料）
8. ↑  「地方鉄道運輸開始」《官報》1924年4月8日（國立國會圖書館數碼化資料）
9. 1 2  竹内 1967.
10. 1 2  寺田 2010，第10頁.
11. ↑  寺田 2010，第15頁.
12. 1 2  レイル，第80頁.
13. ↑  《滋賀縣統計全書》大正12年版（國立國會圖書館數碼化資料）
14. ↑  《滋賀縣統計全書》大正13年版（國立國會圖書館數碼化資料）
15. ↑  《滋賀縣統計全書》昭和6年版（國立國會圖書館數碼化資料）
16. ↑  《滋賀縣統計全書》昭和9年版（國立國會圖書館數碼化資料）
17. ↑  《滋賀縣統計全書》昭和10年版（國立國會圖書館數碼化資料）
18. ↑  《滋賀縣統計全書》昭和11年版（國立國會圖書館數碼化資料）
19. 1 2  江若鉄道の思い出，第48頁.
20. ↑  レイル，第75頁.
21. ↑  在鐵路線廢除後，江若鐵道這公司名稱改為江若交通，主要業務改為營運巴士路線[20]。
22. 1 2 3  吉田 1998，第187頁.
23. 1 2  レイル，第97頁.

## 相關項目
- 日本鐵路車站列表 Ka

## 外部連結
- 大津舊照片（大津市歷史博物館（日语：大津市歴史博物館））
  - 江若鐵道舊堅田站舍（昭和57年・本堅田バス停時代）｜大津舊照片（日語）
  - 江若鐵道的廢線（昭和44年）｜大津舊照片 （页面存档备份，存于）（日語）